# Buffalo Gap
Buffalo Gap es un pueblo ubicado en el condado de Taylor en el estado estadounidense de Texas. En el Censo de 2010 tenía una población de 464 habitantes y una densidad poblacional de 76,33 personas por km².

## Geografía
Buffalo Gap se encuentra ubicado en las coordenadas 32°17′1″N 99°50′5″O / 32.28361, -99.83472. Según la Oficina del Censo de los Estados Unidos, Buffalo Gap tiene una superficie total de 6.08 km², de la cual 6.08 km² corresponden a tierra firme y (0%) 0 km² es agua.

## Demografía
Según el censo de 2010, había 464 personas residiendo en Buffalo Gap. La densidad de población era de 76,33 hab./km². De los 464 habitantes, Buffalo Gap estaba compuesto por el 95.69% blancos, el 0.86% eran afroamericanos, el 0.22% eran amerindios, el 0.22% eran asiáticos, el 0% eran isleños del Pacífico, el 1.94% eran de otras razas y el 1.08% pertenecían a dos o más razas. Del total de la población el 7.33% eran hispanos o latinos de cualquier raza.